# Amarbayasgalant
Amarbayasgalant (mongoliska: Амарбаясгалант) var ett av de tre största buddhistiska centren i Mongoliet och ligger nära floden Selenga i Ivendalen, vid berget Büren-Khaans i distriktet Baruunbüren i provinsen Selenga i norra Mongoliet. Närmsta staden är Erdenet som ligger cirka 60 km åt sydväst.
Arkitektoniska designen hör till Gegeen Zanabazar och själva klostret byggdes till hans minne. Efter att letat efter en plats för att bygga anläggningen, mötte exploateringsgruppen två pojkar, Amur och Bayasqulangtu, som lekte på en stäpp, och beslutade bygga det framtida klostret just där och namngav detta efter barnens namn
Klostret uppfördes mellan 1727 och 1736 och är ett av mycket få kloster som delvis kom undan förstörelsen 1937, då endast byggnaderna i den centrala sektionen förblev intakta. Allt innehåll: tankas, statyer och manuskript togs av kommunisterna eller gömdes undan för framtiden. Restaureringsarbeten påbörjades 1988 och några av de nya gudomaligheterna beställdes i Delhi, Indien.
Klostret byggdes ursprungligen för att hålla kvarlevorna efter Zanabazar, den första Bogd Gegeen, "Augustiljuset".
Till skillnad från klostret Erdene Zuu, som består av en grupp tempelsalar i olika stilar, uppvisar Amarbayasgalant stor stilistisk enhet. Den övergripande stilen är kinesisk, med viss mongolisk och tibetansk influens. Planen är symmetrisk och huvudbyggnaderna följer efter varandra längs en nord-sydlig axel, medan de sekundära byggnaderna är utlagda längs en parallell sidoaxel.

## Världsarvsstatus
Klostret och kulturlandskapet omkring sattes 1 augusti 1996 upp på Mongoliets tentativa världsarvslista.